# Last Word (The New York Times)
Last Word (englisch für „Letztes Wort“) ist eine Reihe von Video-Interviews prominenter Personen in der New York Times. Die interviewten Personen wissen, dass diese Aufnahmen erst nach ihrem Tod – als Nachruf – veröffentlicht werden. Die New York Times hatte bereits eine lange Tradition für Nekrologe, begründet durch ihren Herausgeber Adolph Ochs (Verleger von 1896 bis 1935) und später befördert durch die Interviews, die ihr Reporter Alden Whitman allein zu diesem Zweck zwischen 1964 und 1976 rund um die Welt mit Prominenten von Graham Greene bis Harry S. Truman machte.
Die Reihe der Video-Interviews beginnt 2006 mit Art Buchwald (1925–2007). Veröffentlicht wurden von Januar 2007 bis April 2012 elf Videos. Weitere 15 wurden bisher (Juli 2012) produziert.